# ویروس ابولا

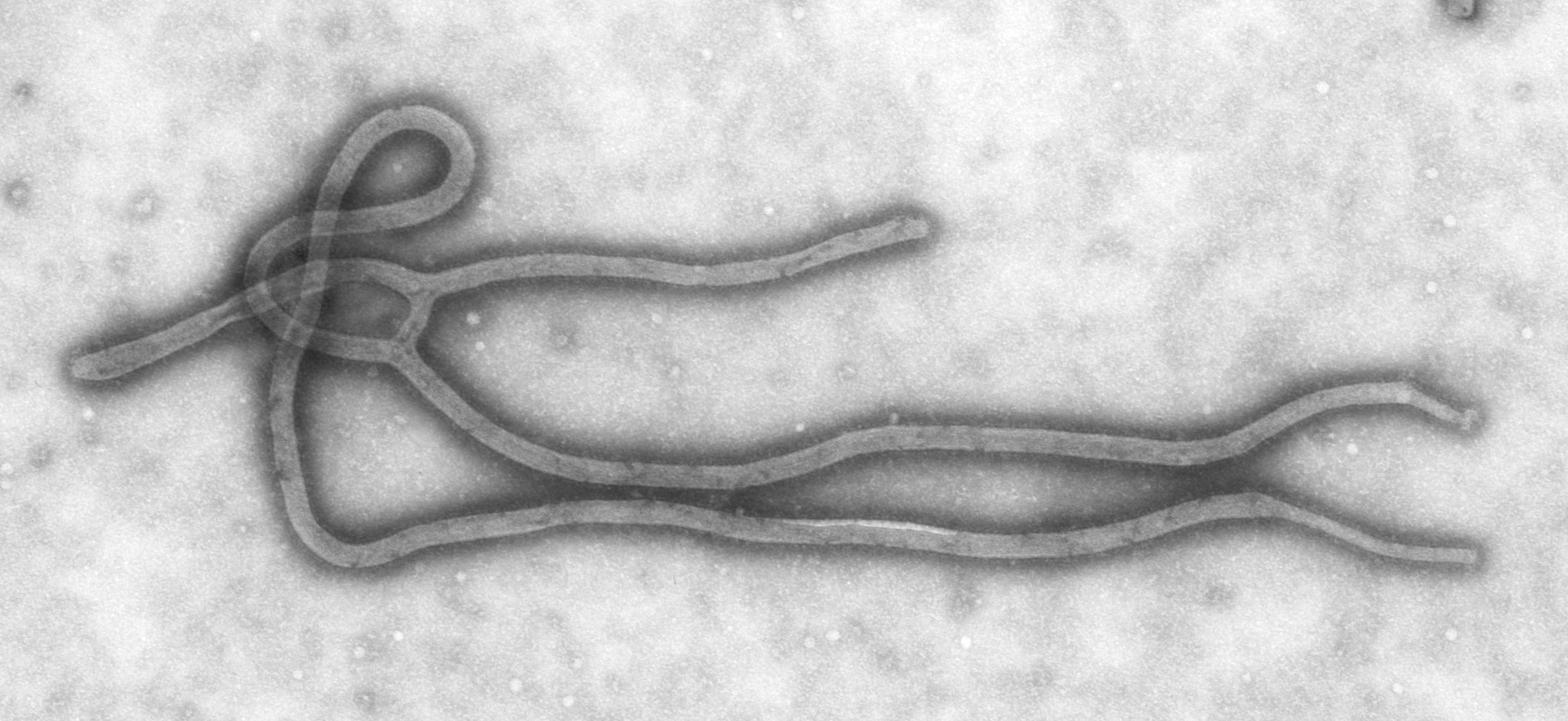
مهم‌ترین راه گسترش و انتقال ویروس ابولا از طریق مایعات بدن است. این ویروس می‌تواند تا چند سال بعد از بهبودی در بافت‌هایی از بدن باقی بماند.

ویروس ابولا یا ابولاویروس زئیر (به انگلیسی: Ebola virus) یا (EBOV) یکی از ۶ گونه ویروس شناخته‌شدهٔ متعلق به سرده ابولاویروس است. چهار گونه از ابولاویروس‌ها، در انسان و سایر پستانداران، ایجاد تب‌های خونریزی دهنده خطرناک و معمولاً کُشنده موسوم به بیماری ویروسی ابولا می‌کنند. ابولا به‌طور مرگباری در میان انسان‌ها و میمون‌ها در آفریقا شایع است. محققان بر این باور هستند که مخزن طبیعی ابولاویروس‌ها، خفاش‌ها و به‌ویژه خفاش‌های میوه‌خوار هستند. شیوع و گسترش ویروس ابولا بین انسان‌ها و بین خفاش‌ها و انسان، از طریق مایعات بدن انجام می‌شود.

## تاریخچه
این ویروس نخستین بار در سال ۱۹۷۶ میلادی شناسایی شد. در سال ۱۹۷۶، ابولا حدود ۳۰۰ نفر را مبتلا کرد و با شیوع آن از هر ۱۰ نفر مبتلا به بیماری ۹ نفر و در سال ۱۹۹۵ از این ویروس ۸۰ درصد مبتلایان جان باختند. در سال ۲۰۱۴ نیز با انتشار مجدد این ویروس که از گینه شروع شد و به کشورهای همسایه سیرالئون و لیبریا گسترش یافت حدود ۴۰۰ نفر جان خود را از دست دادند. در فاصلهٔ سال‌های ۲۰۱۳ تا ۲۰۱۶، و طی همه‌گیری ویروس ابولا در آفریقای غربی، حدود ۲۲۰۰۰ مورد مشکوک به ابتلا شناسایی شدند. در این همه‌گیری، دست‌کم ۱۱۰۰۰ نفر نیز بر اثر این بیماری کشته شدند. سازمان بهداشت جهانی ۱۵۰ کارشناس را برای کمک به پیشگیری از انتشار ویروس به منطقه اعزام کرده‌است.
نام این ویروس از یکی ۹۰ رودخانهٔ کشور زئیر، که امروزه جمهوری دموکراتیک کنگو نام دارد، گرفته شده و این بیماری برای اولین بار در کشور کنگو دیده شد.

## ویژگی‌ها
ویروس ابولا یک آران‌ای ویروس با آران‌ای تک‌رشته‌ای سنس منفی است که حدود ۱۹۰۰۰ نوکلئوتید دارد. محتوای ژنتیکی ابولاویروس‌ها، توانایی رمزنگاری هفت نوع پروتئین ویروسی را داراست. این ویروس‌ها دارای پوشش ویروس بوده و ساختمانی لوله‌ای‌شکل با قطری حدود ۸۰ نانومتر دارند.

## بیماری‌زایی
علائم و نشانه‌های ابولا
مدت زمان قرار گرفتن در معرض ویروس و توسعه علائم (دوره کمون) بین ۲ تا ۲۱ روز است. اما اغلب موارد مشاهده شده این بیماری بین ۴ تا ۱۰ روز است. با این حال، برآوردهای اخیر بر اساس مدل ریاضی پیش‌بینی شده‌است که در حدود ۵٪ از موارد، ممکن است بیشتر از ۲۱ روز زمان ببرد.
علائم ابولا معمولاً با یک مرحله شبه آنفلوآنزا که ناگهانی است، شروع می‌شود که با احساس خستگی، تب، ضعف، کاهش اشتها، درد عضلانی، درد مفاصل، سردرد و گلودرد همراه است. درجه تب معمولاً بالاتر از ۳۸٫۳ درجه سانتی گراد (۱۰۰٫۹ °F) می‌رود. به همین دلیل است که اغلب، تب با عارضه‌هایی مثل استفراغ، اسهال و درد شکم همراه می‌باشد. بعد مدتی تنگی نفس و درد قفسه سینه ممکن است رخ دهد، همراه با تورم، سردرد و گیجی. در حدود نیمی از موارد، در پوست ممکن است، به‌صورت ماکولوپاپولر (منطقه قرمز مسطح پوشش داده شده با برجستگی کوچک) دیده شود، که ممکن است بین ۵ تا ۷ روز بعد دیده شود که این نشان از توسعه بیماری است.
در برخی موارد، خون‌ریزی داخلی و خارجی ممکن است رخ دهد. این عوارض به‌طور معمول پنج تا هفت روز پس از علائم برای اولین بار آغاز می‌شود. در همه افراد آلوده شده نشانه‌هایی از لخته شدن خون مشاهده می‌شود. در ۴۰–۵۰ درصد از موارد افراد مبتلا به این ویروس خون‌ریزی از غشاهای مخاطی گزارش شده‌است و این ممکن است در استفراغ، خون، سرفه کردن خون، یا حضور خون در مدفوع مشاهده شود. خون‌ریزی به داخل پوست رخ می‌دهد؛ پتشی، پورپورا ایجاد می‌شود، یا هماتوم (به ویژه در اطراف محل‌های تزریق سوزن) دیده می‌شود. خون‌ریزی به سفیدی چشم نیز ممکن است رخ دهد. این از نوع خون‌ریزی سنگین غیرمعمول است و اگر این خونریزی‌های داخلی رخ بدهد در داخل دستگاه گوارشی اتفاق می‌افتد.
بهبودی بین ۷ و ۱۴ روز پس از شروع علائم آغاز خواهد شد. کسانی که زنده می‌مانند اغلب نشانه‌هایی مثل درد مفاصل، التهاب کبد، کاهش شنوایی، و علائم اساسی مانند احساس خستگی، ادامه ضعف، کاهش اشتها، همراه داشته باشند.
مرگ، اگر اتفاق بیفتد، به‌طور معمول بین ۶ تا ۱۶ روز پس از شروع علائم و اغلب به دلیل فشار خون پایین و از دست دادن مایع رخ می‌دهد. به‌طور کلی، خون‌ریزی نشان دهنده نتیجه بدتر و وضع بحرانی است و این از دست رفتن خون ممکن است منجر به مرگ شود. بیماران اغلب در کما، در نزدیکی پایان زندگی هستند.